# Yevguéniya Lalenkova
Yevguéniya Mijáilovna Lalenkova –en ruso, Евгения Михайловна Лаленкова– (Fúrmanov, URSS, 8 de septiembre de 1990) es una deportista rusa que compite en patinaje de velocidad sobre hielo. Está casada con el patinador Yevgueni Lalenkov.
Ganó cuatro medallas en el Campeonato Mundial de Patinaje de Velocidad sobre Hielo en Distancia Individual entre los años 2019 y 2021, y tres medallas en el Campeonato Europeo de Patinaje de Velocidad sobre Hielo en Distancia Individual, en los años 2020 y 2022.

## Palmarés internacional
| Campeonato Mundial en Distancia Individual | Campeonato Mundial en Distancia Individual | Campeonato Mundial en Distancia Individual | Campeonato Mundial en Distancia Individual |
| Año                                        | Lugar                                      | Medalla                                    | Prueba                                     |
| ------------------------------------------ | ------------------------------------------ | ------------------------------------------ | ------------------------------------------ |
| 2019                                       | Inzell (Alemania)                          | Medalla de bronce                          | Persecución por equipos                    |
| 2020                                       | Salt Lake City (Estados Unidos)            | Medalla de plata                           | 1500 m                                     |
| 2021                                       | Heerenveen (Países Bajos)                  | Medalla de bronce                          | 1500 m                                     |
| 2021                                       | Heerenveen (Países Bajos)                  | Medalla de bronce                          | Persecución por equipos                    |
| Campeonato Europeo en Distancia Individual |                                            |                                            |                                            |
| Año                                        | Lugar                                      | Medalla                                    | Prueba                                     |
| 2020                                       | Heerenveen (Países Bajos)                  | Medalla de plata                           | 1500 m                                     |
| 2020                                       | Heerenveen (Países Bajos)                  | Medalla de plata                           | Persecución por equipos                    |
| 2022                                       | Heerenveen (Países Bajos)                  | Medalla de bronce                          | Persecución por equipos                    |